# Штефан Ројтер
Штефан Ројтер (16. октобар 1966, Динкелсбил) бивши је немачки фудбалер.

## Клупска каријера
Започео је фудбалску каријеру у аматерском клубу ТСВ 1860 Динкелсбил. Потом је играо прво за омладински тим Нирнберга, а затим и за први тим. Године 1988. прешао је у минхенски Бајерн, са којим је постао двоструки шампион Немачке и освајач немачког Суперкупа. Играо је чувено полуфинале Купа шампиона 1991. године против Црвене звезде, када је Бајерн испао укупним резултатом после две одигране утакмице (3:4). 
Од 1991. године, Ројтер је отишао на Апенине, где је наступао за Јувентус. Али, пошто се није усталио у првом тиму Јувентуса, вратио се у отаџбину и затим провео наредних 13 година до краја играчке каријере у Борусији из Дортмунда. Освојио је мноштво трофеја са Борусијом, Лигу шампиона, Интерконтинентални куп, два пута немачки Суперкуп и три пута Бундеслигу.

## Репрезентативна каријера
Са репрезентацијом Западне Немачке освојио је Светско првенство 1990. у Италији и са репрезентацијом Немачке Европско првенство 1996. у Енглеској. На Европском првенству 1996. постигао је један гол из пенала у полуфиналној серији против Енглеске, када је Немачка успела да победи.
Године 1992, Ројтер је постао први играч у историји Европских првенстава који је ушао као замена и потом замењен, када је током меча између Немачке и Шкотске прво заменио Карл Хајнц Ридлеа, али је онда потом само седам минута касније морао да напусти терен због повреде и заменио га је Михаел Шулц.
Одиграо је 62 утакмице за државни тим и постигао 2 гола.

## Успеси

### Клуб
Борусија Дортмунд
- Бундеслига: 1994/95, 1995/96, 2001/02.
- Суперкуп Немачке: 1995, 1996.
- Лига шампиона: 1996/97.
- Куп УЕФА: финалиста: 1992/93, 2001/02.
- Интерконтинентални куп: 1997.

Бајерн Минхен
- Бундеслига: 1988/89, 1989/90.
- Суперкуп Немачке: 1990.

Јувентус
- Серија А: друго место: 1991/92.
- Куп Италије: финалиста: 1991/92.

### Репрезентација
Западна Немачка
- Светско првенство: 1990.

Немачка
- Европско првенство: 1996.
- Европско првенство: 2. место 1992.